# Guiqiong
Le guiqiong est une langue parlée sur les plateaux des deux côtés de la rivière Dadu, au nord du district de Luding, dans la préfecture autonome tibétaine de Garzê dans le centre-ouest du Sichuan, et au nord-ouest du district de Tianquan. C'est une langue à 4 tons.

## Sources
- (en) Fiche langue [gqi] dans la base de données linguistique Ethnologue.